# Kersamenak
Kersamenak is een bestuurslaag in het regentschap Garut van de provincie West-Java, Indonesië. Kersamenak telt 6448 inwoners (volkstelling 2010).